# Конкорд (Калифорния)

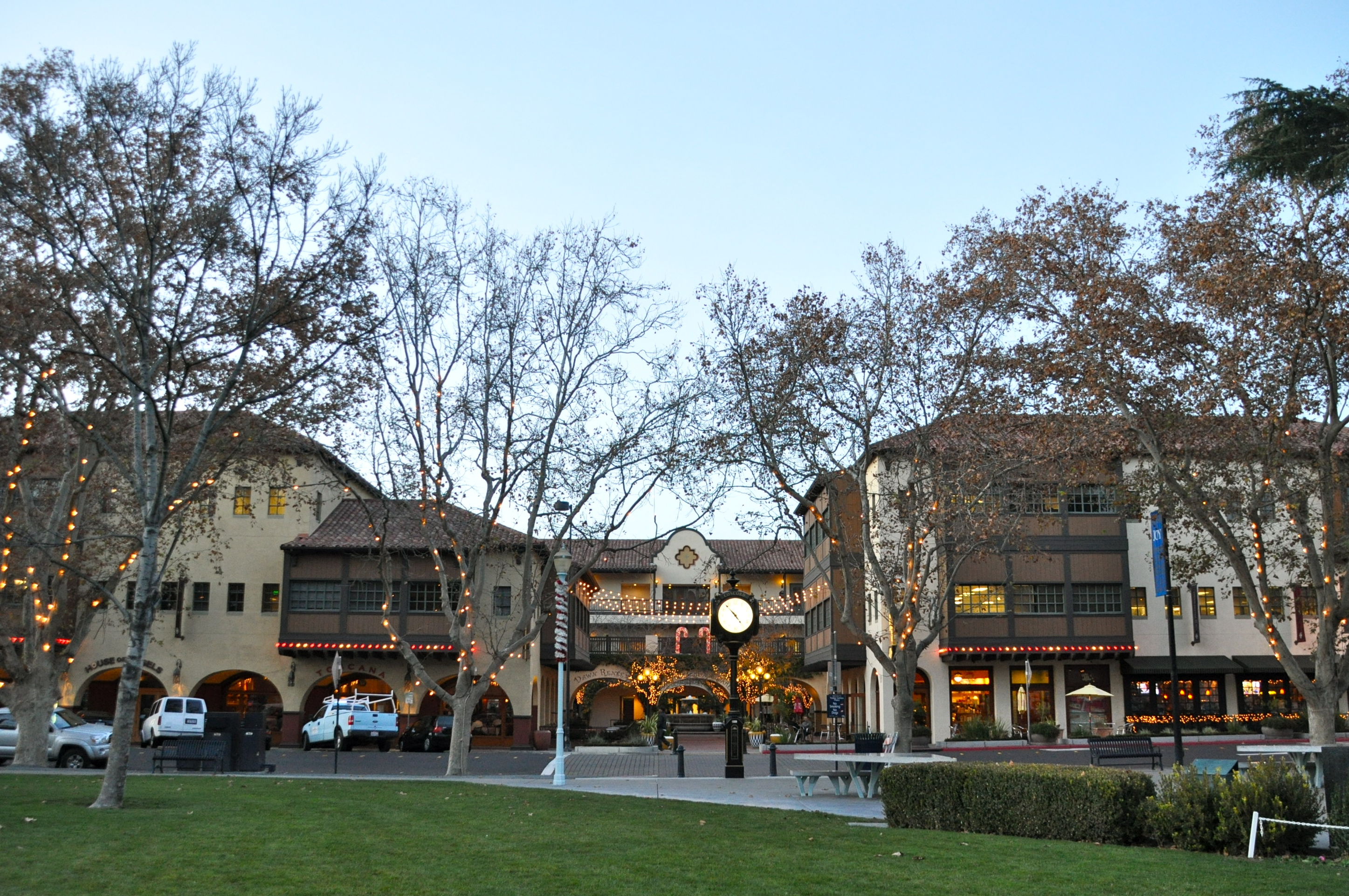
Todos Santos Plaza в центре города

Ко́нкорд — самый крупный город в округе Контра-Коста, штат Калифорния, США, и 46-й по величине во всей Калифорнии по данным переписи 2010 года. Общая численность населения — 122 067 жителей.
Основан в 1869 году, как сообщество Todos Santos Salvio Пачеко. Город находится в 50 км к северо-востоку от Сан-Франциско. В течение последних сорока лет Конкорд был в первую очередь спальным районом городов Сан-Франциско и Окленд, но в последнее время, благодаря компаниям «Шеврон» и «Bank of America», количество рабочих мест в городе увеличилось.
В калифорнийском Конкорде родились:
- Том Хэнкс — известный актёр.
- Марк Хэмилл — известный актёр.
- Дэйв Брубек — американский джазовый композитор, аранжировщик, пианист.

## Население
Этнический состав населения на 2008 год:
- Немцы 12,0 %
- Ирландцы 8,8 %
- Англичане 8,3 %
- Итальянцы 6,9 %
- Американцы 4,0 %
- Французы 2,8 %
- Поляки 2,0 %
- Португальцы 1,9 %
- Русские 1,7 %
- Шотландцы 1,7 %

- Датчане 1,4 %
- Норвежцы 1,4 %
- Шведы 1,4 %
- Уэльсцы 0,9 %